# Jakhel
Jakhel je priimek v Sloveniji, ki ga je po podatkih Statističnega urada Republike Slovenije na dan 1. januarja 2010 uporabljalo 42 oseb.

## Znani nosilci priimka
- Adolf (Dolfe) Jakhel (1910—1942), politični organizator
- Olga Jakhel Dergan (*1944), uradnica, svetovalka
- Rudolf Jakhel (1881—1928), igralec in scenograf
- Rudolf (Rudi) Jakhel (*1942), športni mentor, urbanist in sociolog